# Benedict-Reaktion
Die Benedict-Reaktion ist eine Nachweisreaktion für reduzierende Zucker, Flavonoide und Cumarine. Sie wurde 1908 vom amerikanischen Chemiker Stanley Benedict (1884–1936) erfunden und ist der Fehling-Probe aus dem Jahre 1848 sehr ähnlich. Im schulischen Chemieunterricht ist sie bei Zuckernachweisen gegenüber der Fehling-Probe zu bevorzugen, da sie durch die Verwendung von Natriumcarbonat anstelle von Natriumhydroxid weniger gefährlich ist. Außerdem ist die fertig angesetzte Lösung durch die Verwendung von Natriumcitrat anstelle von Kalium-Natrium-Tartrat stabiler. Aus diesem Grund kann das Benedict-Reagenz in einer fertig angesetzten Lösung bereitgehalten werden und muss nicht, wie bei der Fehling-Probe, kurz vor der Anwendung aus Fehling I und Fehling II frisch zusammengegeben werden.